# Алгонкін (озеро)
Альгонкін (англ. Lake Algonquin) — доісторичне, моренне озеро, яке існувало у східно-центральній частині Північної Америки під час останнього льодовикового періоду. Частини колишнього озера тепер — озеро Гурон, затока Джорджіан, озеро Верхнє, озеро Мічіган, озеро Ніпігон і озеро Ніпіссінг.

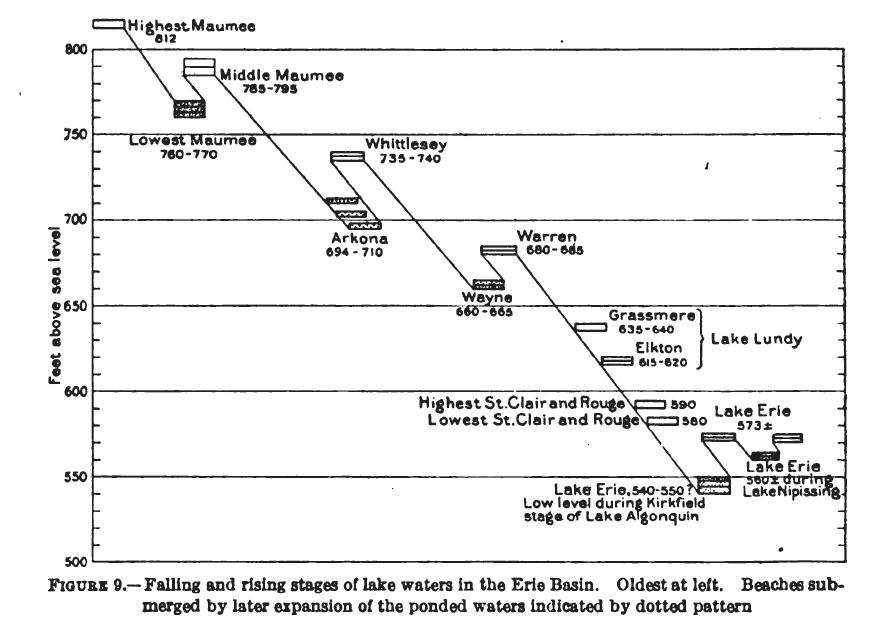
Короткий опис доісторичних пляжів шести льодовикових озер, які передували сучасному озеру Ері.

Озеро змінювалося за розміром, але воно було найбільшим у післяльодовиковий період і поступово зменшилося до нинішнього озера Гурон і затоки Джорджіан. Приблизно 7000 років тому, коли льодовики відступили, на місці озера з'явилися озера Чіппева та Стенлі, а через 3000 років — нинішні озера Мічиган, Гурон і Верхнє.

## Фізіографія
Приблизно 9 000 р.р. до Р.Х. Лаврентійський льодовик відступив на північ, утворивши кордон між північними краями озер Верхнє та Гурон. Рівень води був на рівні 184 метри над рівнем моря, створюючи єдину водойму в трьох басейнах озера Мічиган, озера Гурон і озера Верхнє. Озеро дренувалась через: Чикаго-Аутлет,  Сент-Клер-Детройт і через долину Трент.